# 釜清水駅
釜清水駅（かましみずえき）は、石川県石川郡鳥越村釜清水（現・白山市釜清水町）にかつてあった、北陸鉄道金名線の駅（廃駅）である。

## 歴史

### 年表
- 1926年（大正15年）2月1日：金名鉄道の駅として開業。
- 1943年（昭和18年）10月13日：北陸鉄道金名線の駅となる。
- 1956年（昭和31年）8月15日：下り本線新設[1]。
- 1983年（昭和58年）10月31日：当駅含む大日川 - 白山下間が休止。
- 1984年（昭和59年）
  - 3月11日：復旧により営業を再開。
  - 12月12日：金名線全線が休止。それにより当駅も休止。
- 1987年（昭和62年）4月29日：全線廃止に伴い廃駅。

### 地名の由来
この地にある弘法池の甌穴から湧出する清水に由来しており、旧鳥越村の役場が置かれていた別宮地区にも近かった。

## 駅構造
廃止前の駅構内は島式ホーム1面2線に側線1本を有し、加賀一の宮 - 白山下間では唯一の交換可能駅、閉塞取扱駅だった。また車両・乗務員の夜間滞泊が当駅で設定されており、1978年12月17日改正時のダイヤでは、野町発の最終車が白山下に到着後（夜21時50分）、当駅まで車両を回送して留置され、翌日に白山下まで回送されて6時20分の始発車となっていた。

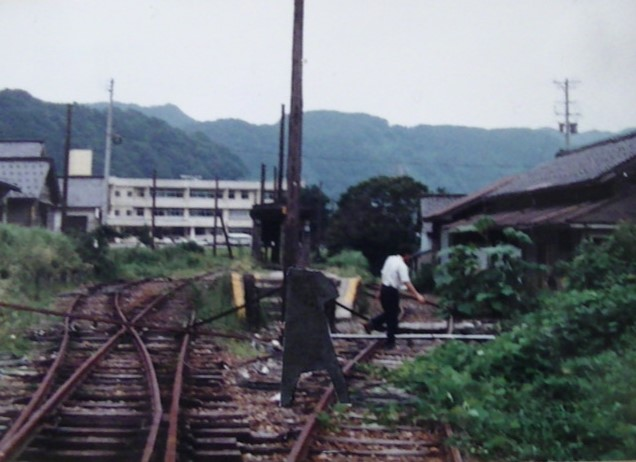
構内（1987年8月）
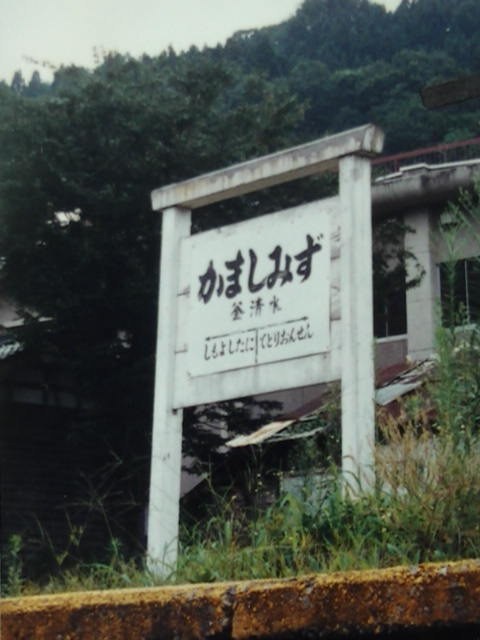
駅名標（1987年8月）

## 利用状況
1984年（昭和59年）当時の乗降客数は、一日平均98人であった。

## 隣の駅
北陸鉄道
金名線
手取温泉駅 - 釜清水駅 - 下吉谷駅